# Cervus nippon kopschi
Il sika della Cina meridionale (Cervus nippon kopschi Swinhoe, 1873) è una delle numerose sottospecie di sika. Con un'altezza al garrese di 85 cm, questa piccola sottospecie è poco più grande delle sue controparti giapponesi. Il dorso è marrone, con una lunga striscia scura che corre lungo la colonna vertebrale fiancheggiata da macchie bianche indistinte, mentre il ventre è bianco candido. In passato il suo areale si estendeva dal bacino dello Yangtze fino alle coste del Pacifico, a est, e al confine con il Vietnam, a sud. Oggi ne rimane solamente una piccola popolazione di 300 esemplari sparsa su alcune remote montagne isolate dalle pianure sottostanti, densamente popolate. Di questi, circa 30 vivono sul Monte Tianmu, nello Zhejiang settentrionale, 70-100 nell'Anhui meridionale e 150 nello Jiangxi settentrionale. Il numero degli esemplari che vivono nel Guangxi meridionale è sconosciuto; una piccolissima popolazione sopravvive ancora anche nel Guangdong settentrionale. Seppur minacciati, gli esemplari di questa sottospecie continuano ancora a diminuire a causa del bracconaggio; anche gli accoppiamenti tra consanguinei costituiscono una minaccia per la qualità del patrimonio genetico delle popolazioni future.